# Liste der Biografien/Dori
Liste der Biografien |
Portal Biografien |
Personensuche
# |
A |
B |
C |
D |
E |
F |
G |
H |
I |
J |
K |
L |
M |
N |
O |
P |
Q |
R |
S |
T |
U |
V |
W |
X |
Y |
Z |
?
 
Da |
Db |
Dc |
Dd |
De |
Dg |
Dh |
Di |
Dj |
Dk |
Dl |
Dm |
Dn |
Do |
Dq |
Dr |
Ds |
Du |
Dv |
Dw |
Dy |
Dz
 
Doa |
Dob |
Doc |
Dod |
Doe |
Dof |
Dog |
Doh |
Doi |
Doj |
Dok |
Dol |
Dom |
Don |
Doo |
Dop |
Doq |
Dor |
Dos |
Dot |
Dou |
Dov |
Dow |
Dox |
Doy |
Doz
 
Dora |
Dorb |
Dorc |
Dord |
Dore |
Dorf |
Dorg |
Dorh |
Dori |
Dorj |
Dork |
Dorl |
Dorm |
Dorn |
Doro |
Dorp |
Dorr |
Dors |
Dort |
Doru |
Dorv |
Dorw |
Dory |
Dorz
Die Liste der Biografien führt alle Personen auf, die in der deutschsprachigen Wikipedia einen Artikel haben. Dieses ist eine Teilliste mit 202 Einträgen von Personen, deren Namen mit den Buchstaben „Dori“ beginnt.

## Dori
- Dori, Alessandro (1702–1772), italienischer Architekt des Barock
- Dori, Jaakow (1899–1973), israelischer Generalstabschef, Zahal
- Dori, Johann Adolph († 1807), deutscher Philosoph
- Dori, Sandro (1938–2021), italienischer Schauspieler
- Dori, Yoram (* 1950), israelischer strategischer Berater und Unternehmer

### Doria
- Doria Júnior, João (* 1957), brasilianischer Unternehmer und Politiker
- Doria Medina, Samuel (* 1958), bolivianischer Wirtschaftswissenschaftler, Unternehmer und Politiker
- Doria Pamfilj Landi, Giorgio (1772–1837), italienischer Geistlicher, Kardinal der römisch-katholischen Kirche
- Doria Pamphilj, Antonio (1749–1821), italienischer Kardinal
- Doria Pamphilj, Giuseppe Maria (1751–1816), italienischer Kardinal der Römischen Kirche
- Doria, Agostino (1540–1607), italienischer Politiker und der 83. Doge der Republik Genua
- Doria, Alberto (1901–1944), italienischer Drehbuchautor und Filmregisseur
- Doria, Ambrogio (1550–1621), italienischer Politiker und 94. Doge der Republik Genua
- Doria, Andrea (1466–1560), genuesischer Condottiere, Admiral und Fürst von MelfiAndrea Doria (1466–1560)

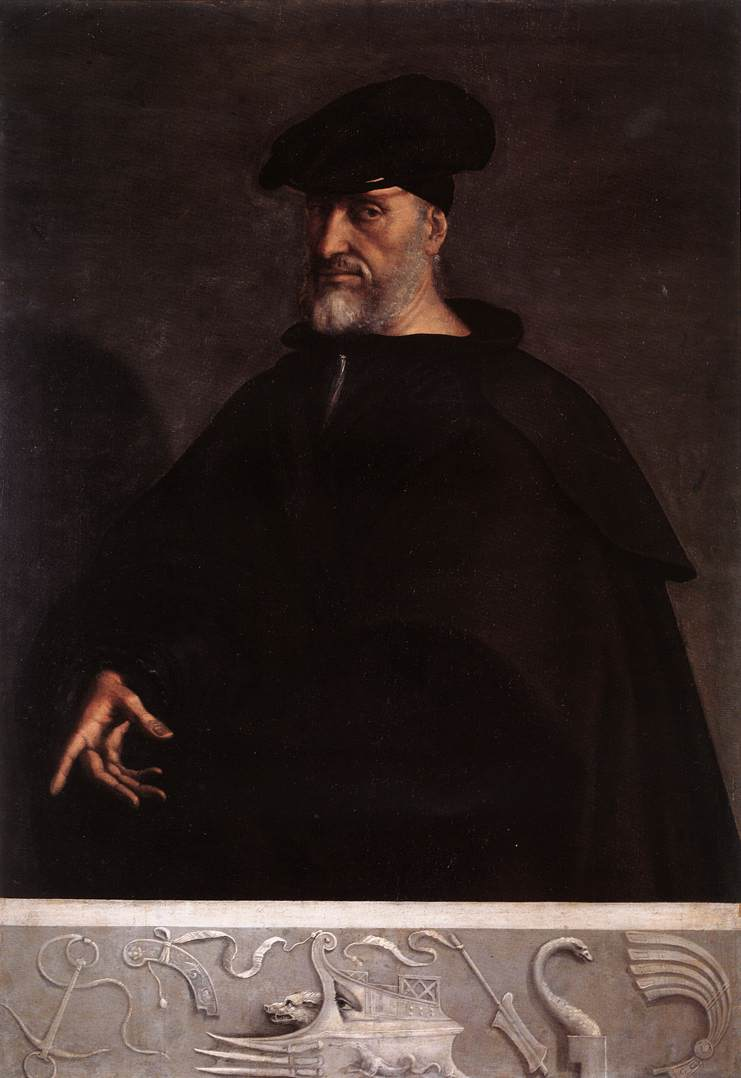
Andrea Doria (1466–1560)

- Doria, Ansaldo, genuesischer Staatsmann
- Doria, Armand (1824–1896), Kunstsammler und Bürgermeister
- Dória, Diogo (* 1953), portugiesischer Schauspieler und Theaterregisseur
- Doria, Enzo (* 1936), italienischer Filmschaffender
- Doria, Giorgio (1708–1759), italienischer Bischof und Kardinal
- Doria, Giovanni Andrea (1539–1606), Oberbefehlshaber über die im spanischen Dienste stehende genuesische FlotteGiovanni Andrea Doria (1539–1606)

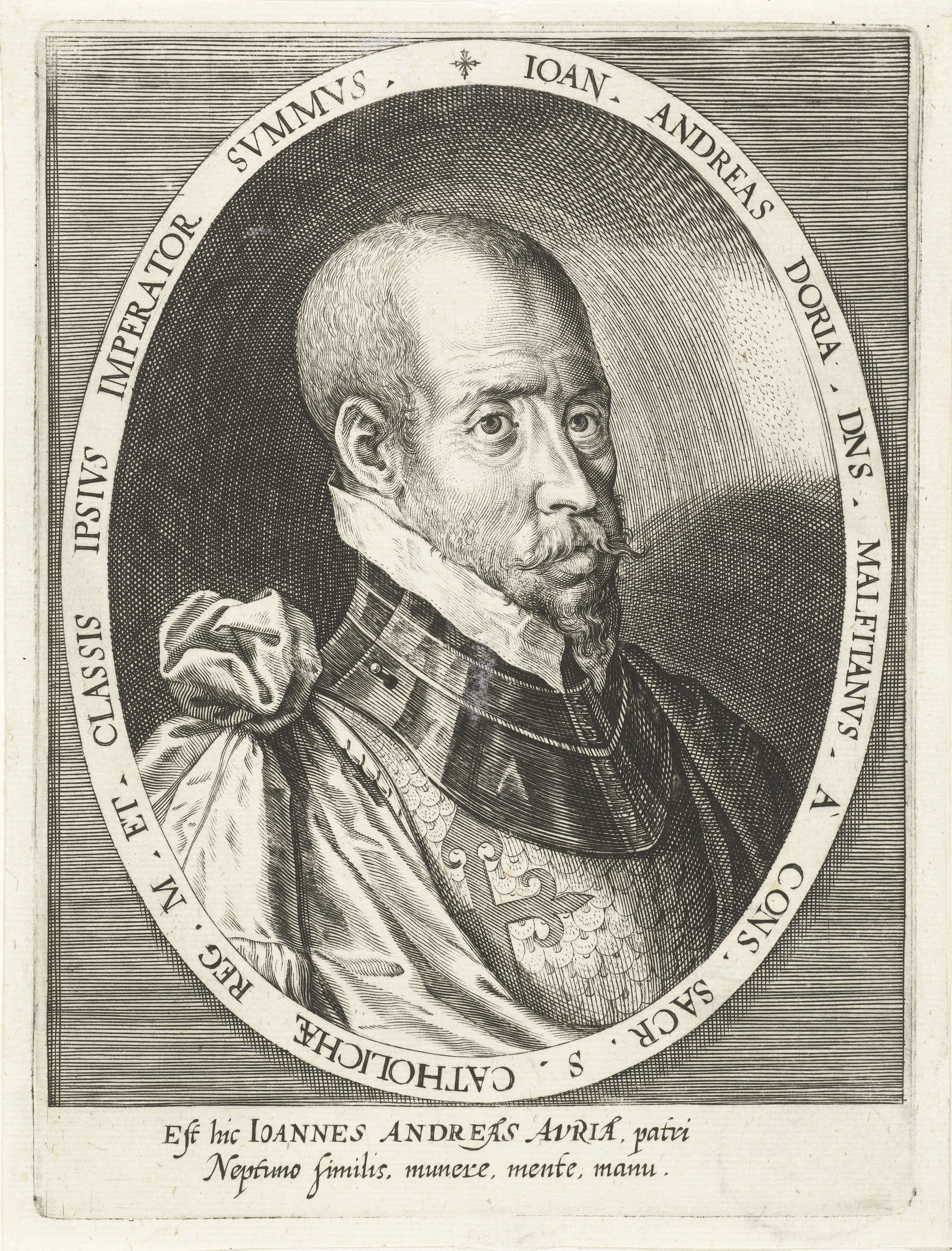
Giovanni Andrea Doria (1539–1606)

- Doria, Giovanni Stefano († 1643), genuesischer Adliger, Doge der Republik Genua
- Doria, Luciano (1891–1961), italienischer Journalist und Filmregisseur sowie -produzent
- Dória, Matheus (* 1994), brasilianischer Fußballspieler
- Doria, Renée (1921–2021), französische Opernsängerin (Sopran)
- Doria, William (1820–1889), britischer Botschafter
- Dorian Concept (* 1984), österreichischer Komponist und Musikproduzent
- Dorian Electra (* 1992), genderfluide/r US-amerikanische/r Singer-Songwriter/in
- Dorian, Ada (* 1981), deutsche Schriftstellerin
- Dorian, Armen (1892–1915), armenischer Dichter
- Dorian, Charles (1891–1942), US-amerikanischer Regieassistent und Filmschauspieler
- Dorian, Nancy (1936–2024), amerikanische Sprachwissenschaftlerin
- Dorian, Pierre-Frédéric (1814–1873), französischer Politiker und Reidemeister
- D’Oriano, Laura (1911–1943), britische Spionin während des Zweiten Weltkrieges
- Dorias, Hans-Wolf (* 1947), deutscher Politiker (CDU), Lehrer, Volkskammerabgeordneter

### Doric
- Đorić, Nikola (* 2000), serbischer Fußballspieler
- Dörich, Gerd (* 1968), deutscher Radrennfahrer
- Dörich, Karl (1900–1989), deutscher Architekt, Städteplaner und Stadtdirektor
- Dörich, Wolfgang (1918–1993), österreichischer Schauspieler
- Dorico, Valerio, italienischer Buchdrucker und Typograf

### Dorie
- Dorieus, griechischer Dichter
- Dorieus, spartanischer Feldherr
- Dorieus († 395 v. Chr.), altgriechischer Boxer

### Dorig
- Dörig, Harald (* 1953), deutscher Jurist, Richter am Bundesverwaltungsgericht
- Dörig, Johannes († 1526), Schweizer katholischer Priester und Reformator
- Dörig, José (1926–1994), Schweizer Klassischer Archäologe
- Dörig, Rolf (* 1957), Schweizer ManagerRolf Dörig (* 1957)

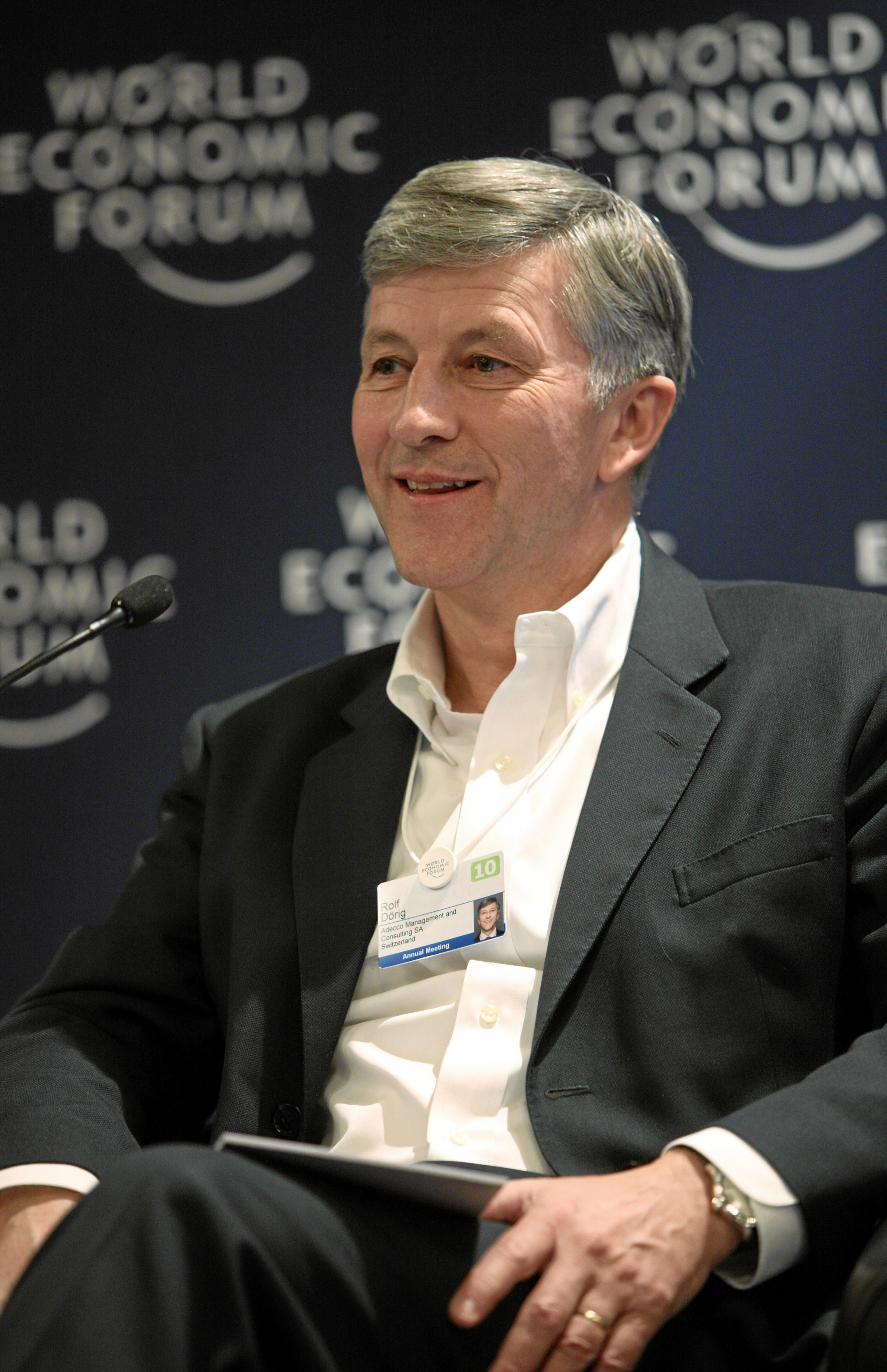
Rolf Dörig (* 1957)

- Doriga, Kiplin (* 1995), papua-neuguineischer Cricketspieler
- Dorigatti, Enrico (* 1979), italienischer Eishockeyspieler
- Dorigatti, Hubert (* 1975), italienischer Gitarrist
- Dorigo, Angelo (* 1921), italienischer Filmregisseur
- Dorigo, Fabiana (* 1998), deutsche Skirennläuferin
- Dorigo, Tony (* 1965), englischer Fußballspieler
- Dorigo, Wladimiro (1927–2006), venezianischer Politiker, Historiker und Kunsthistoriker

### Dorim
- Dorimachos, Stratege des Aitolischen Bundes

### Dorin
- Dorin Genpo (* 1955), deutscher Zenpriester
- Dorin, Françoise (1928–2018), französische Schriftstellerin
- Dorin-Habert, Marie (* 1986), französische BiathletinMarie Dorin-Habert (* 1986)

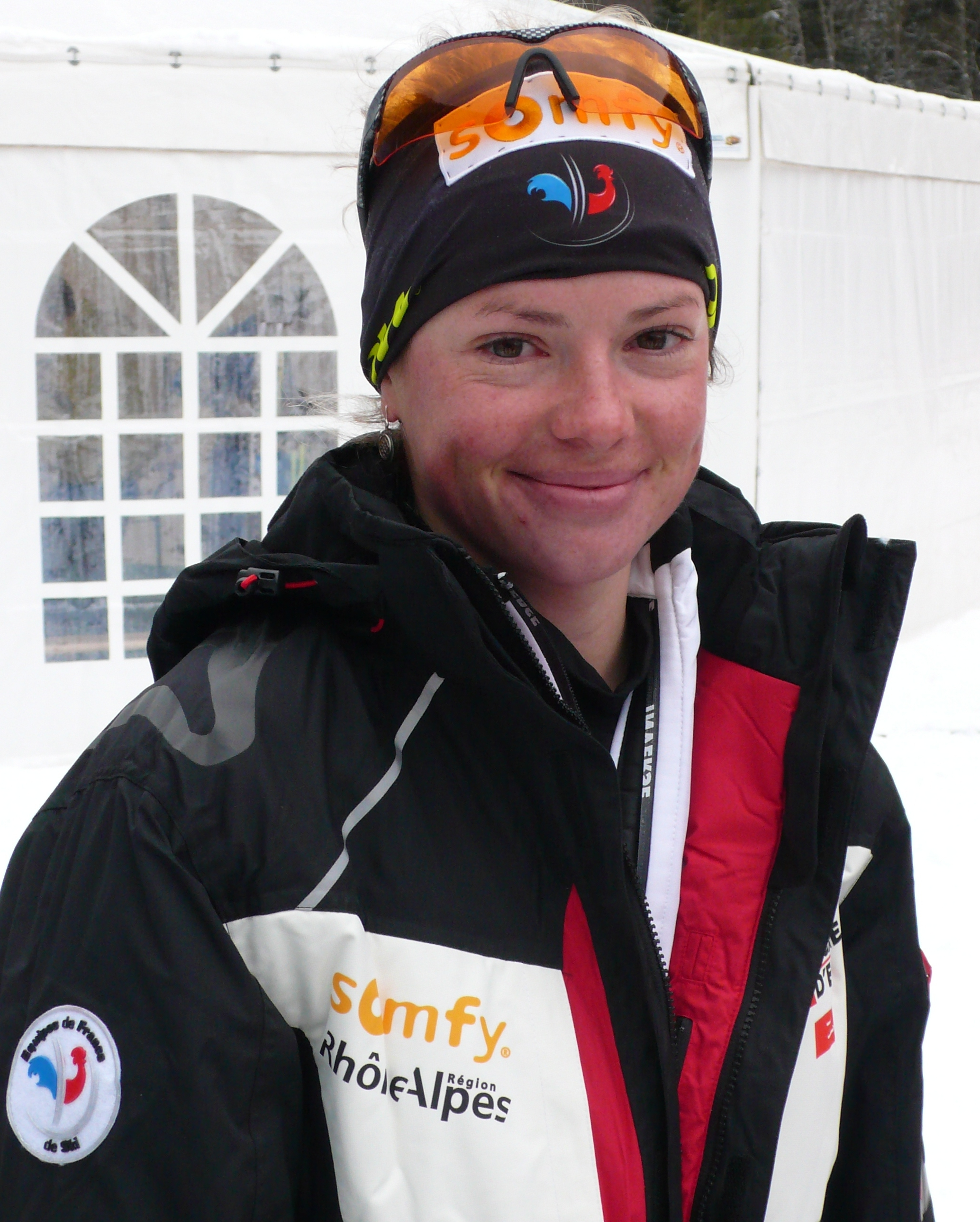
Marie Dorin-Habert (* 1986)

- Döring, Adolf Gustav (1864–1938), deutscher Maler
- Döring, Alfred (* 1933), deutscher Leichtathlet
- Döring, Andreas (* 1954), deutscher Autor, Erzähler und Journalist
- Döring, Antonia (* 1997), deutsche Schauspielerin
- Döring, Arnold (1918–2001), deutscher Offizier, Kampfpilot und Ritterkreuzträger
- Döring, August (1834–1912), deutscher Lehrer, Gymnasialdirektor und Philosoph
- Döring, Bianca (* 1957), deutsche Schriftstellerin, Musikerin, Malerin
- Döring, Carl (1906–1992), deutscher Motorradrennfahrer
- Döring, Carl August Gottlieb (* 1824), deutscher Lehrer und Autor
- Döring, Christian, deutscher Verleger der Reformationszeit in Wittenberg
- Döring, Christian (1677–1750), deutscher Architekt und Baumeister des Barock
- Döring, Christian (* 1954), deutscher Lektor und HerausgeberChristian Döring (* 1954)
- Döring, Christian (* 1958), deutscher Jurist

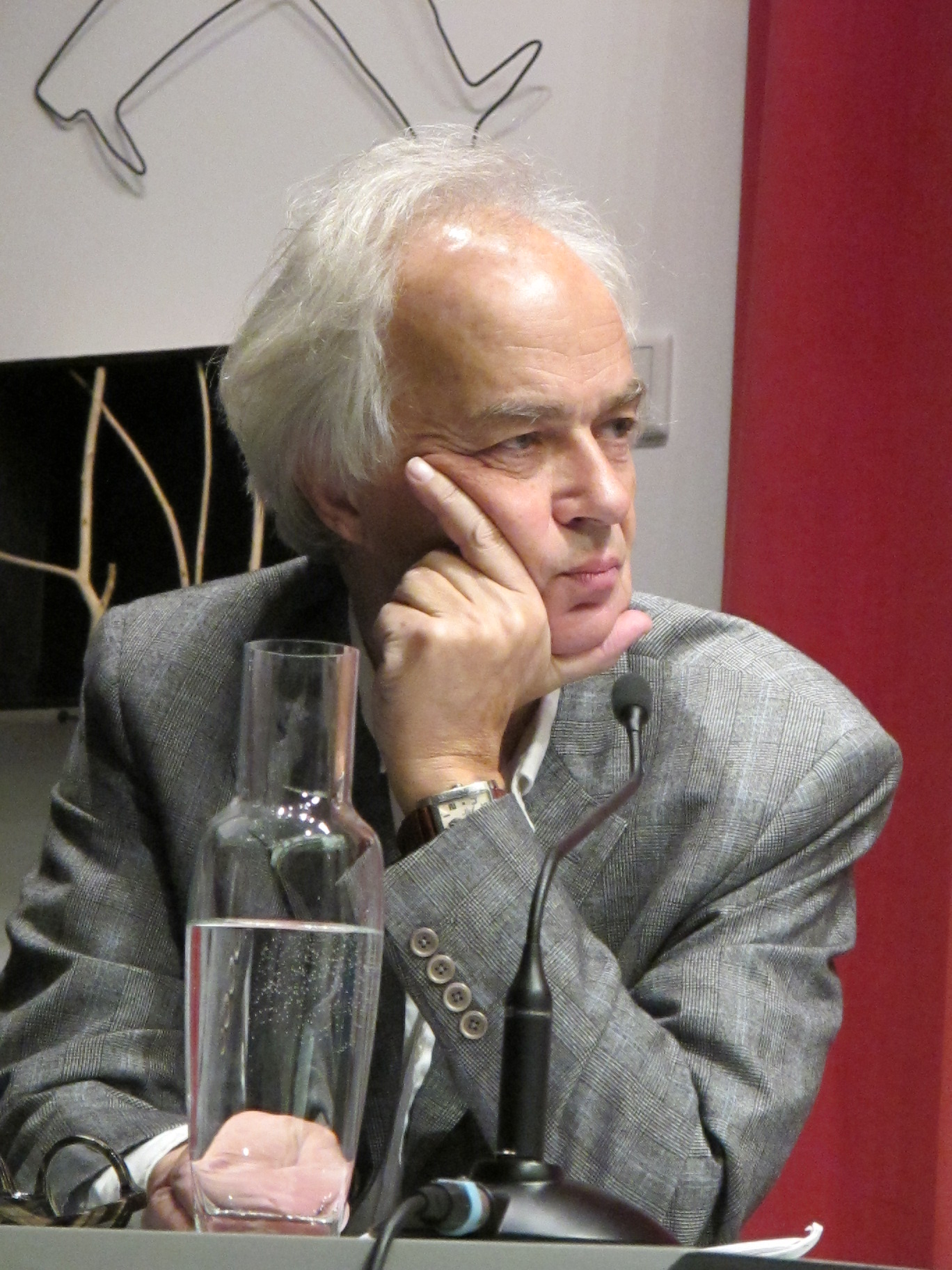
Christian Döring (* 1954)

- Döring, Christian (* 1959), deutscher Journalist
- Döring, Christine (* 1971), deutsche Schauspielerin
- Döring, Claus (* 1958), deutscher Journalist
- Döring, Daniela (* 1966), deutsche Ingenieurin und Hochschullehrerin
- Döring, Detlef (1952–2015), deutscher Historiker, Theologe und Bibliothekswissenschaftler
- Döring, Dorothee (* 1949), deutsche Autorin sowie Lebens- und Konfliktberaterin
- Döring, Ernst (1888–1956), deutscher Landrat
- Döring, Ernst August von (1767–1850), deutsch-dänischer Geheimrat, Ritter des Johanniterordens und Landdrost der Herrschaft Pinneberg
- Döring, Ernst von (1858–1910), deutscher Verwaltungsbeamter
- Döring, Fabian (* 1984), deutscher Schauspieler
- Döring, Fabian (* 1986), deutscher Paracycler
- Döring, Felix (* 1991), deutscher Politiker (SPD)Felix Döring (* 1991)

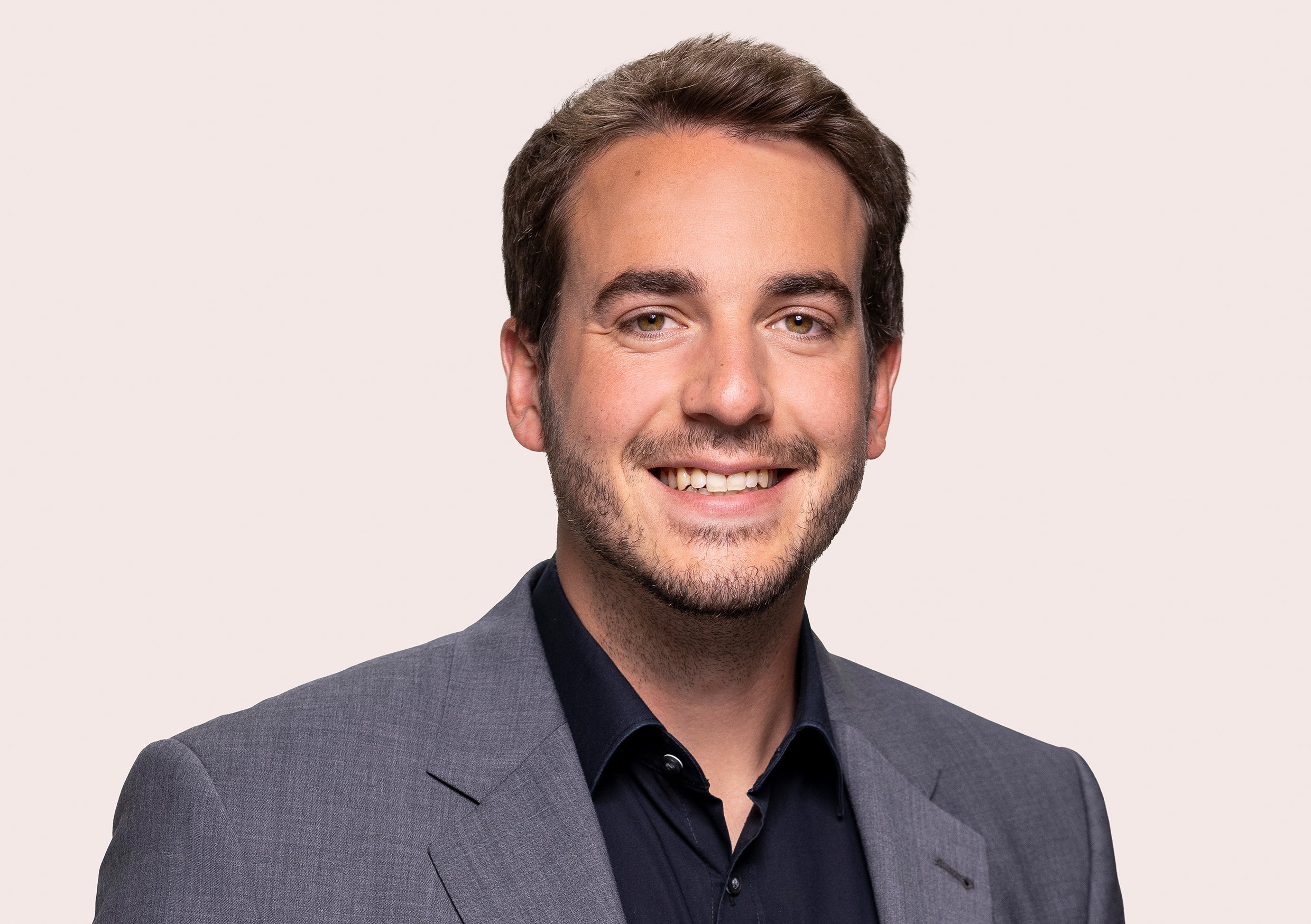
Felix Döring (* 1991)

- Döring, Frieder (1942–2025), deutscher Arzt und Schriftsteller
- Döring, Friedrich August (1820–1891), deutscher Jurist in der Zollverwaltung
- Döring, Friedrich Wilhelm (1756–1837), deutscher klassischer Philologe und Rektor
- Döring, Georg (1861–1945), deutscher Opernsänger (Bass)
- Döring, Gottfried (1801–1869), deutscher Kantor und königlicher Musikdirektor in Elbing und Autor
- Döring, Gottlob Heinrich von (1722–1788), Domherr zu Meißen, Regierungsrat zu Wurzen und Rittergutsbesitzer zu Kleinliebenau
- Döring, Hans († 1558), deutscher Maler
- Döring, Hans (1901–1970), deutscher Politiker (NSDAP); MdL, MdR und SS-Führer
- Döring, Hans Karl (1909–1978), deutscher Bildhauer und Konstrukteur
- Döring, Hans-Günther (* 1962), deutscher Autor und Illustrator
- Döring, Hans-Joachim (* 1954), deutscher Religionspädagoge
- Döring, Hans-Jürgen (1951–2017), deutscher Politiker (SPD), MdL
- Döring, Harald (1941–1997), deutscher Maler und Grafiker
- Döring, Heinrich (1789–1862), deutscher Schriftsteller
- Döring, Heinrich (1823–1891), deutscher Bürgermeister und Politiker
- Döring, Heinrich (1859–1951), deutscher Jesuit und Bischof von Poona
- Döring, Heinrich (* 1913), deutscher Mathematiker und Kryptologe
- Döring, Heinrich (1933–2025), deutscher römisch-katholischer Fundamentaltheologe und Hochschullehrer
- Döring, Heinrich von (1805–1880), deutscher Verwaltungsbeamter in dänischen Diensten und mecklenburgischer Gutsbesitzer
- Döring, Heinz, deutscher Rugbyspieler
- Döring, Hellmut (1903–1995), deutscher Pädagoge
- Döring, Herbert (1911–2001), österreichischer Ingenieur und Entwickler des ersten einsatzfähigen Mikrowellengenerators
- Döring, Hermann (1888–1945), deutscher Jurist, Rechtswissenschaftler und Pionier der Luftfahrtversicherung
- Döring, Hildegart (1907–1983), deutsche Politikerin (SPD), MdA
- Döring, Horst (* 1940), deutscher Manager
- Döring, Jens (* 1978), deutscher Musiker, Medienkünstler, Designer und Hochschullehrer
- Döring, Jochen (* 1981), deutscher Schauspieler und Sprecher
- Döring, Johann (1864–1951), deutscher Gewerkschaftsfunktionär
- Döring, Johann Ernst (1704–1787), deutscher Orgelbauer
- Döring, Johannes (* 1905), deutscher Lehrer und nationalsozialistischer Funktionär
- Döring, John-Alexander (* 1979), deutscher Synchronsprecher und Radiomoderator
- Döring, Jonas (* 1998), Schweizer Radsportler
- Döring, Jörg (* 1959), deutscher Synchronsprecher und Schauspieler
- Döring, Jörg (* 1966), deutscher Germanist
- Döring, Julius (1818–1898), deutschbaltischer Maler
- Döring, Karl (* 1917), deutscher Diplomat
- Döring, Karl (* 1937), deutscher Manager und Politiker (SED, PDS), MdV, stellvertretender Minister der DDR
- Döring, Karl August (1783–1844), deutscher evangelischer Theologe und Kirchenlieddichter
- Döring, Karl-Heinz (* 1937), deutscher Karikaturist
- Döring, Klaus (* 1938), deutscher Klassischer Philologe und Philosophiehistoriker
- Döring, Klaus W. (* 1938), deutscher Hochschullehrer für „Organisation und Didaktik der Weiterbildung“
- Döring, Konrad (1877–1946), deutscher Schriftsteller
- Döring, Konrad (* 1959), deutscher Politiker (PDS, Die Linke)
- Döring, Leberecht Immanuel (1786–1833), deutscher Philologe und Theologe
- Döring, Leo (* 2001), deutscher Basketballspieler
- Döring, Louise, deutsche Sängerin
- Döring, Lude (1925–2018), deutscher Maler, Grafiker und Bildhauer
- Döring, Manfred (1932–2023), deutscher Polizist, Kommandeur des Wachregiments Feliks Dzierzynski
- Döring, Martin (* 1924), deutscher Jurist und Verwaltungsbeamter
- Döring, Matthias († 1469), deutscher Franziskaner, Historiker und Theologe
- Döring, Max (1875–1947), deutscher Politiker (SPD), Mitglied der Stadtverordnetenversammlung von Groß-Berlin
- Döring, Max (* 1879), deutscher Psychologe, Pädagoge und Herausgeber
- Döring, Max (1893–1974), deutscher Politiker (KPD) und Widerstandskämpfer gegen den Nationalsozialismus
- Döring, Monika (1937–2024), deutsche Musikveranstalterin
- Döring, Moritz (1798–1856), deutscher Lehrer und Schriftsteller
- Döring, Nicola, deutsche Hochschulprofessorin
- Döring, Nils (* 1980), deutscher FußballspielerNils Döring (* 1980)

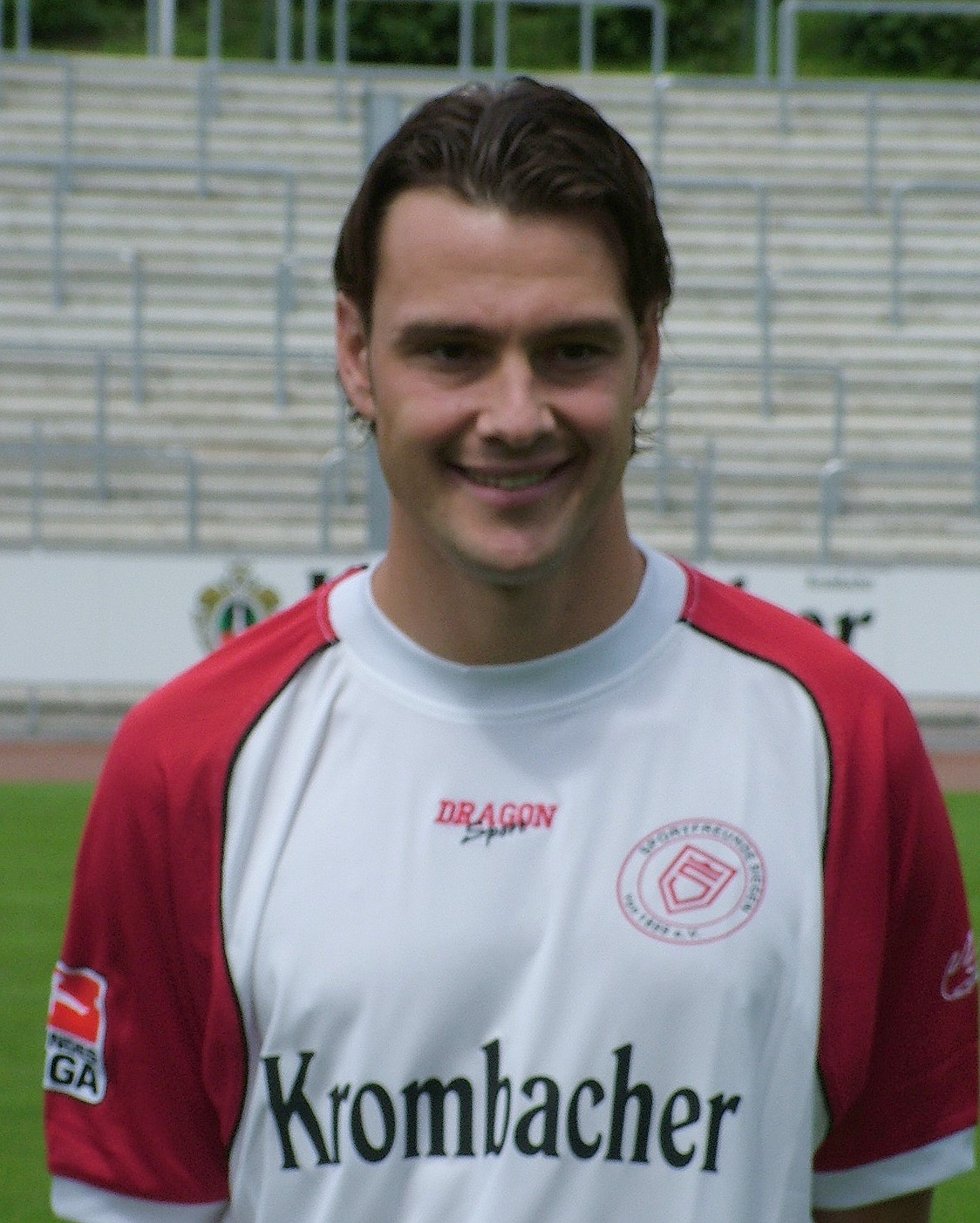
Nils Döring (* 1980)

- Döring, Ole (* 1965), deutscher Sinologe und Philosoph
- Döring, Oliver (* 1969), deutscher Hörspielregisseur
- Döring, Oscar (1844–1917), deutsch-argentinischer Agrarmeteorologe, Gründer der Argentinischen Akademie der Wissenschaften
- Döring, Osman (* 1956), türkischer Islamfunktionär in Deutschland; Vorsitzender der Islamischen Gemeinschaft Millî Görüş
- Döring, Patrick (* 1973), deutscher Politiker (FDP), MdB
- Döring, Paul (* 1911), deutscher Fußballtrainer
- Döring, Peter (* 1930), deutscher Schauspieler
- Döring, Peter (* 1943), deutscher Ringer
- Döring, Philipp (* 1977), deutscher Filmregisseur
- Döring, Pia (* 1960), deutsche Politikerin (Linke, SPD), MdL
- Döring, Rainer († 2012), deutscher Politiker (SPD), Bürgermeister von Schwelm
- Döring, Ralf (* 1966), deutscher Wirtschaftswissenschaftler
- Döring, Reinhard (* 1946), deutscher Sektenkontaktmann
- Döring, Sabine, deutsche Philosophin, Hochschullehrerin und politische BeamtinSabine Döring

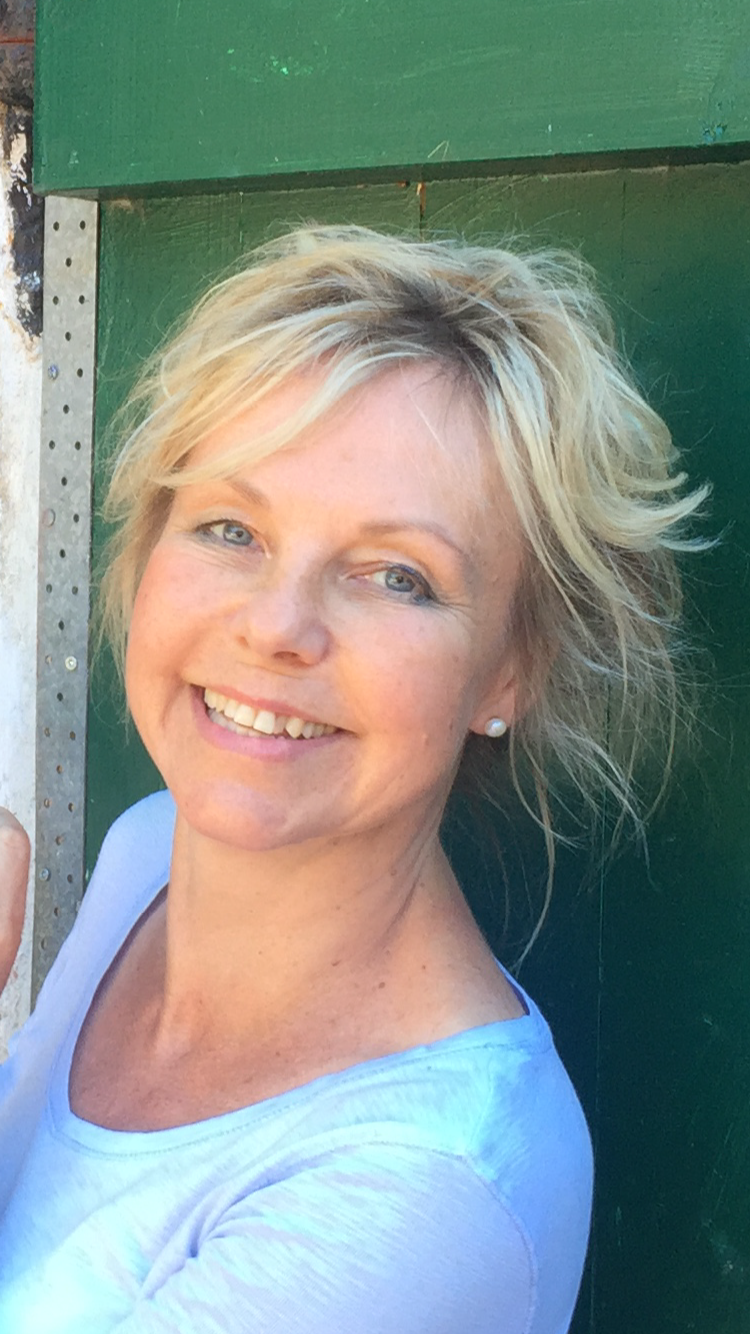
Sabine Döring

- Döring, Stefan (* 1954), deutscher Lyriker und Übersetzer
- Döring, Stefan (* 1962), deutscher Jazzmusiker und Filmkomponist
- Döring, Steffen (* 1960), deutscher Eisschnellläufer
- Döring, Theodor (1803–1878), deutscher Schauspieler
- Döring, Theodor (1873–1947), deutscher Chemiker
- Döring, Tilo (1932–2001), deutscher Bergbauingenieur und Hochschullehrer
- Döring, Tobias (* 1965), deutscher Literaturwissenschaftler und Anglist
- Döring, Ulrich (* 1945), deutscher Betriebswirt und Hochschullehrer im Ruhestand (Universität Lüneburg)
- Döring, Uwe (* 1946), deutscher Politiker (SPD), MdL, Landesminister in Schleswig-Holstein
- Döring, Uwe (* 1957), deutscher Fußballspieler
- Döring, Volkmar (* 1952), deutscher Kinderbuchillustrator, Autor, Musikant und Trickfilmzeichner
- Döring, Walter (* 1954), deutscher Politiker (FDP/DVP), MdL und HistorikerWalter Döring (* 1954)

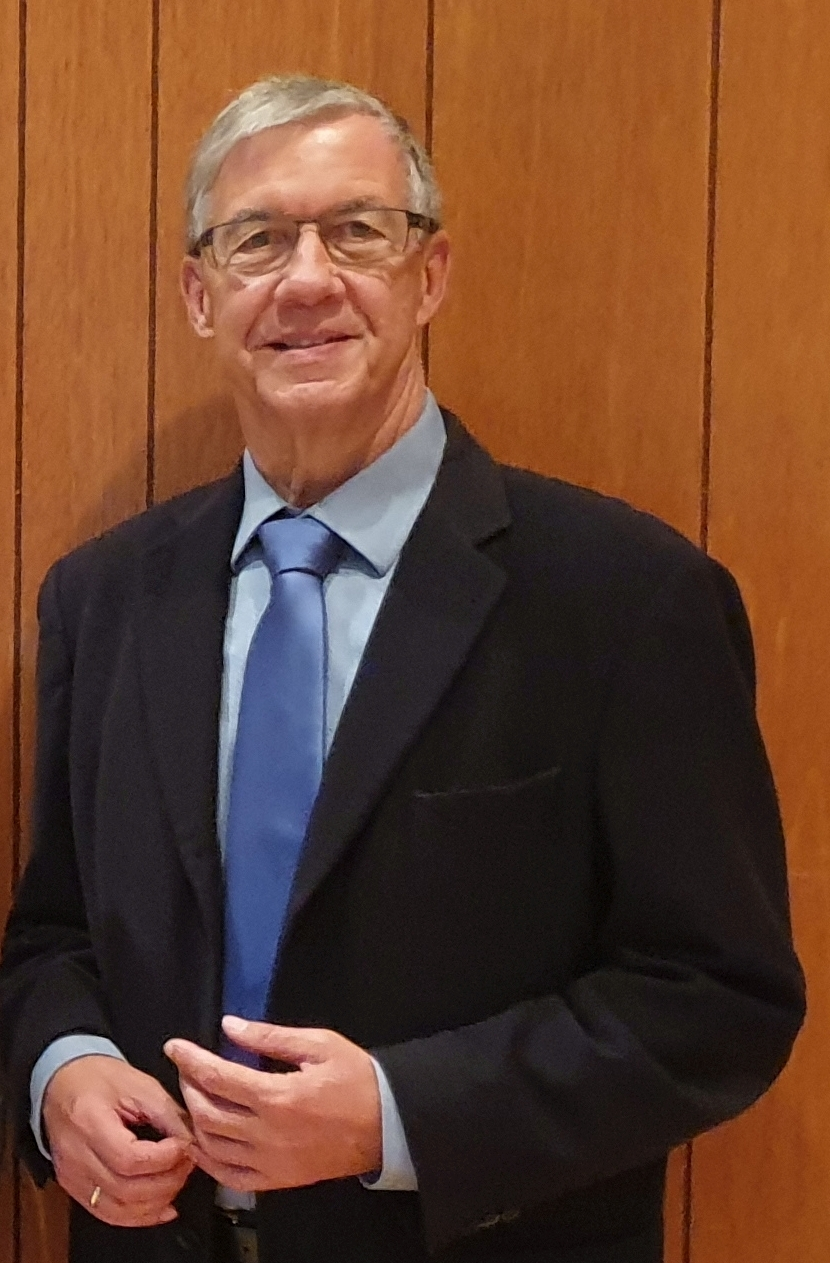
Walter Döring (* 1954)

- Döring, Werner (1911–2006), deutscher Physiker
- Döring, Wilhelm (1896–1973), deutscher Politiker (LDPD), MdL Thüringen, MdLK
- Döring, Wilhelm (1917–2013), deutscher SS-Obersturmführer und Polizeibeamter
- Döring, Wilhelm Ludwig (1802–1877), deutscher Mediziner, Naturforscher und Naturaliensammler
- Döring, Willi (1924–1997), deutscher Politiker (CDU), MdL
- Döring, Winfried (* 1952), deutscher Fußballspieler
- Döring, Woldemar Oskar (1880–1948), deutscher Philosoph
- Döring, Wolfgang (1919–1963), deutscher Politiker (FDP), MdL, MdBWolfgang Döring (1919–1963)

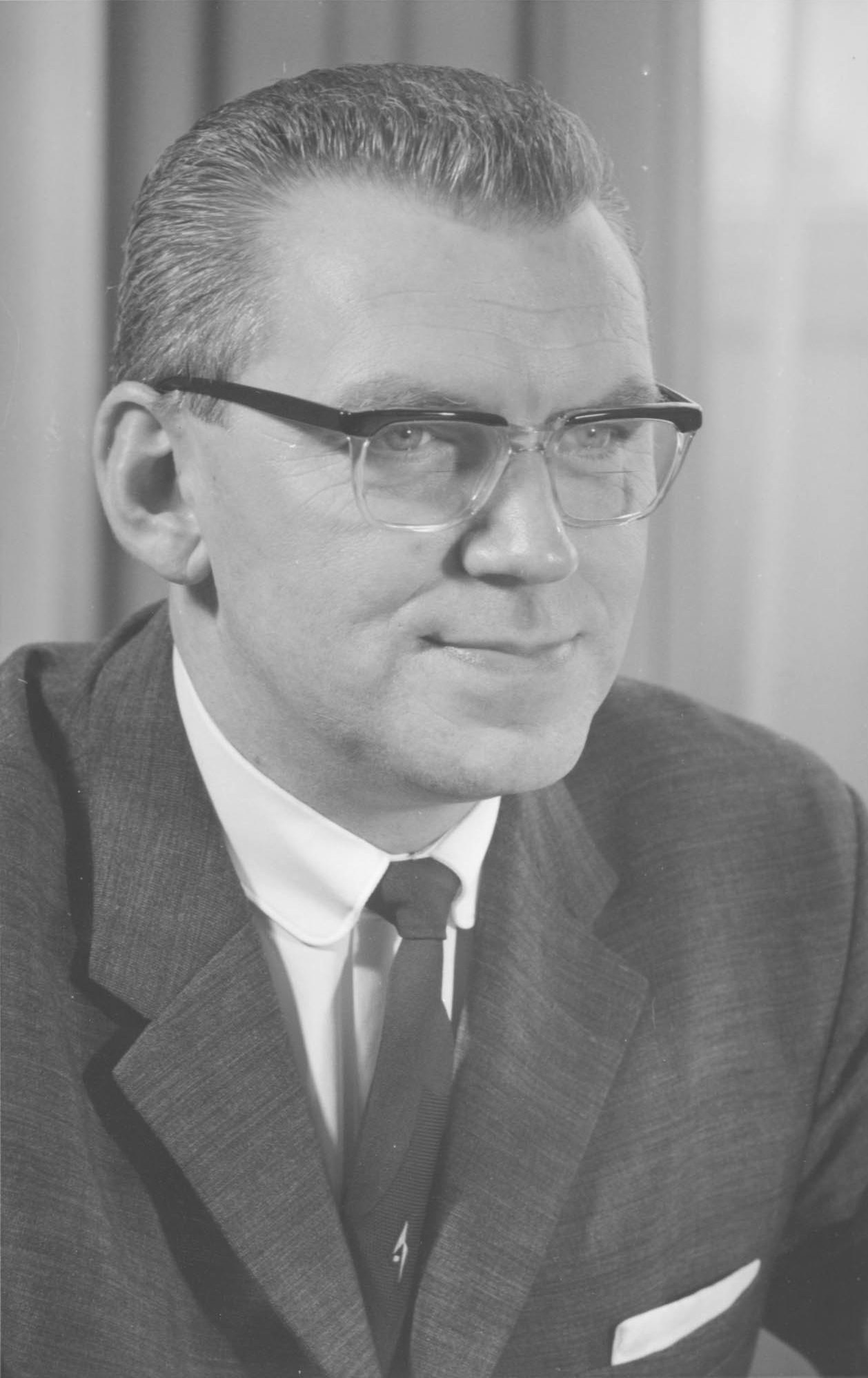
Wolfgang Döring (1919–1963)

- Döring, Wolfgang (1934–2020), deutscher Architekt und Hochschullehrer
- Döring, Wolfgang (* 1962), deutscher Fußballspieler
- Döring-Spengler, Herbert (* 1944), deutscher Künstler
- Döringer, Alfons (* 1971), deutscher Architekt
- Döringer, Daniel (* 1991), deutscher Fußballspieler
- Döringer, Wilhelm (1862–1926), deutscher Maler, Lithograf und Hochschullehrer an der Kunstakademie Düsseldorf
- Dörinkel, Ludwig (1825–1888), Abgeordneter des Kurhessischen Kommunallandtages des Regierungsbezirks Kassel
- Dörinkel, Wolfram (1907–1975), deutscher Jurist und Politiker (FDP), MdL, MdB
- Dorino II. Gattilusio, Herr von Ainos

### Dorio
- Dorio, Gabriella (* 1957), italienische Leichtathletin und Olympiasiegerin
- D’Orio, Gina V. (* 1976), deutsche Musikerin und Produzentin
- D’Orio, Lubo (1904–1983), bulgarischer Jazz- und Unterhaltungsmusiker
- Dorion, Marc-André (* 1987), kanadischer Eishockeyspieler
- Dorion, Marie († 1850), Teilnehmerin einer Expedition in das Oregon-Territorium
- Dorion, Noël (1904–1980), kanadischer Rechtsanwalt, Hochschullehrer und Politiker
- Dorion, Pierre (* 1972), kanadischer Eishockeyfunktionär
- Doriot, Auguste (1863–1955), französischer Automobil-Rennfahrer und Automobilhersteller
- Doriot, Jacques (1898–1945), französischer PolitikerJacques Doriot (1898–1945)

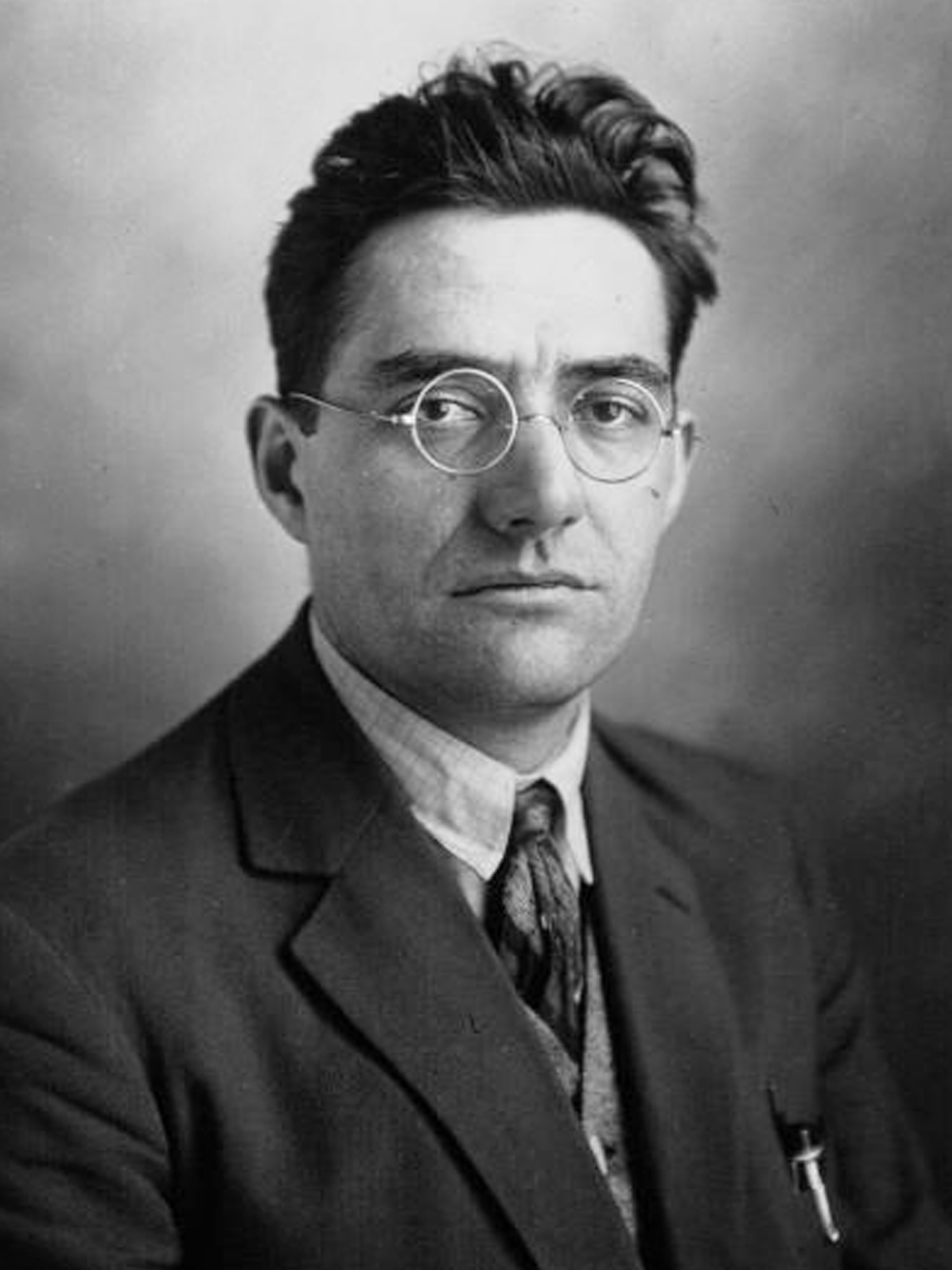
Jacques Doriot (1898–1945)

### Doris
- Doris, Frau des Tyrannen Dionysios I. von Syrakus
- Doris, Ashley (* 1989), US-amerikanische Schauspielerin, Model und Playmate
- Doris, Bob (* 1973), schottischer Politiker
- Doris, Ennio (1940–2021), italienischer Unternehmer
- Doris, Troy (* 1989), guyanisch-US-amerikanischer Dreispringer

### Doriu
- Dorius, Joel (1919–2006), US-amerikanischer Literaturhistoriker

### Doriv
- Dorival Júnior (* 1962), brasilianischer Fußballtrainer und ehemaliger -spieler
- Dorival, Bernard (1914–2003), französischer Kunsthistoriker und Kunstkritiker
- Dorival, Dudley (* 1975), haitianisch-US-amerikanischer Leichtathlet

### Doriz
- Doriz, Dany (* 1941), französischer Jazzmusiker (Vibraphon)
- Dorizas, Michalis (1886–1957), griechischer Leichtathlet